# ازمکی قفقازی
ازمکی قفقازی (نام علمی: Draba bruniifolia subsp. bruniifolia) نام یک زیر گونه از سرده ازمکی است.